# Südostasienspiele 1965/Badminton
Titelträger im Badminton wurden bei den Südostasienspielen 1965 in Kuala Lumpur in fünf Einzel- und zwei Mannschaftsdisziplinen ermittelt. Die Spiele fanden vom 14. bis zum 21. Dezember 1965 statt.

## Medaillengewinner
| Disziplin    | Gold                                                                              | Silber                                                                               | Bronze                                                         |
| ------------ | --------------------------------------------------------------------------------- | ------------------------------------------------------------------------------------ | -------------------------------------------------------------- |
| Herreneinzel | Tan Aik Huang                                                                     | Sangob Rattanusorn                                                                   | Soonchai Akyapisut                                             |
| Dameneinzel  | Rosalind Singha Ang                                                               | Sumol Chanklum                                                                       | Teoh Siew Yong                                                 |
| Herrendoppel | Ng Boon Bee Tan Yee Khan                                                          | Raphi Kanchanaraphi Narong Bhornchima                                                | Yew Cheng Hoe Tan Aik Huang                                    |
| Damendoppel  | Pratuang Pattabongse Pachara Pattabongse                                          | Rosalind Singha Ang Teoh Siew Yong                                                   | Silvia Tan Ho Cheng Yoke                                       |
| Mixed        | Ng Boon Bee Teoh Siew Yong                                                        | Tan Yee Khan Rosalind Singha Ang                                                     | Raphi Kanchanaraphi Sumol Chanklum                             |
| Herrenteam   | Malaysia Ng Boon Bee Tan Aik Huang Tan Yee Khan Yew Cheng Hoe                     | Thailand Soonchai Akyapisut Narong Bhornchima Raphi Kanchanaraphi Sangob Rattanusorn | Singapur Ismail Ibrahim Omar Ibrahim Wee Sen Wong Tew Ghee     |
| Damenteam    | Thailand Sumol Chanklum Boopha Kaenthong Pachara Pattabongse Pratuang Pattabongse | Malaysia Rosalind Singha Ang Ho Cheng Yoke Sylvia Tan Teoh Siew Yong                 | Singapur Aishah Attan Lim Choo Eng Woo Ti Soo Amy Yap Hwee Bin |

## Finalresultate
| Disziplin    | Sieger                                   | Finalist                              | Ergebnis         |
| ------------ | ---------------------------------------- | ------------------------------------- | ---------------- |
| Herreneinzel | Tan Aik Huang                            | Sangob Rattanusorn                    | 15–5, 7–15, 15–7 |
| Dameneinzel  | Rosalind Singha Ang                      | Sumol Chanklum                        | 11–4, 11–1       |
| Herrendoppel | Ng Boon Bee Tan Yee Khan                 | Narong Bhornchima Raphi Kanchanaraphi | 15–8, 15–11      |
| Damendoppel  | Pachara Pattabongse Pratuang Pattabongse | Rosalind Singha Ang Teoh Siew Yong    | 15–10, 15–8      |
| Mixed        | Ng Boon Bee Teoh Siew Yong               | Tan Yee Khan Rosalind Singha Ang      | 15–11, 15–5      |

## Medaillenspiegel
| Platz | Land       | Gold | Silber | Bronze | Gesamt |
| ----- | ---------- | ---- | ------ | ------ | ------ |
| 1     | Malaysia   | 5    | 3      | 3      | 11     |
| 2     | Thailand   | 2    | 4      | 2      | 8      |
| 3     | Singapur   | -    | -      | 2      | 2      |
| 4     | Birma      | -    | -      | -      | 0      |
|       | Südvietnam | -    | -      | -      | 0      |